# Ana Čičerova
Ana Vladimirovna Čičerova (Erevan, Armenija, 22. srpnja 1982.) je ruska atletičarka.
Natječe se u disciplini skok u vis. Osobni rekord joj je 207 cm, preskočen u Čeboksariju. Olimpijska je prvakinja iz Londona 2012. Svjetska je prvakinja iz 2011. godine te uz to zlato ima još četiri odličja sa svjetskih prvenstava.

## Životopis
Čičerova je rođena u Erevanu, ali se s obitelji seli u ruski gradić Belaja Kalitva. Nekoliko je puta prije Svjetskog prvenstva 2013. najavljivala da će se povući iz profesionalne karijere, ali je ipak, potaknuta činjenicom da je četrnaest godina bila u vrhu skoka u vis, odlučila nastaviti s karijerom. Nakon svog drugog svjetskog srebra iz Berlina 2009., svoju kćer Niku rodila je 2010. i godinu poslije, 2011., osvojila svoje prvo i jedino svjetsko zlato.
1999. godine osvojila je prvo veliko natjecanje u poljskom gradu Bydgoszczu preskočivši 1.89 m na Svjetskom prvenstvu za mlade. Kontinuirano je, uz Blanku Vlašić, bila jedna od glavnih favoritkinja za osvajanje medalja sve do 2010. Tu je sezonu propustila zog trudnoće. 2011. godine u Daeguu je na Svjetskom prvenstvu osvojila zlato pobijedivši Vlašić s preskočenih 2.03 m. Svoj osobni rekord postavila je 2011. na Ruskom državnom prvenstvu preskočivši 2.07 m, što je treći najbolji skok u povijesti ženskog skoka u vis, odmah poslije Stefke Kostadinove (2.09 m) i Blanke Vlašić (2.08 m). Čičerova je osobni rekord u dvorani postavila na atletskom mitingu u Arnstadtu preskočivši 2.06 m. Time je popravila svoj vlastiti i ruski državni dvoranski rekord za dva centimetra. Među deset je najboljih skakačica u vis u povijesti, na otvorenom i u dvorani.
Živi i trenira u Moskvi, a trenira ju Jevgenij Zagorulko. Njezin muž je nekadašnji kazahstanski sprinter Genadij Černovol, s kojim ima kćer Niku, rođenu u rujnu 2010. godine.
Sa zlatima u Daeguu i Londonu, Čičerova je jedna od tri skakačice u vis kojoj je pošlo za rukom osvojiti zlato na Olimpijskim igrama i Svjetskom prvenstvu (uz Stefku Kostadinovu i Heike Henkel).

## Osobni rekordi
| Prostor      | Disciplina | Osobni rekord | Mjesto održavanja  | Datum            | Rezultat                 |
| ------------ | ---------- | ------------- | ------------------ | ---------------- | ------------------------ |
| Na otvorenom | skok u vis | 207 cm        | Čeboksari, Rusija  | 22. srpnja 2011. | 3. rezultat svih vremena |
| U dvorani    | skok u vis | 206 cm        | Arnstadt, Njemačka | 4. veljače 2012. | 3. rezultat svih vremena |

## Vanjske poveznice
- Ana Čičerova profil na IAAF-u